# Góra Strzeleckiego
Góra Strzeleckiego, Szczyt Strzeleckiego (ang. Mount Strzelecki, Strzelecki Peak) – szczyt na Wyspie Flindersa u północno-wschodnich wybrzeży Tasmanii. Zbudowany ze skał granitowych mierzy 756 m n.p.m. Zawdzięcza on swą nazwę polskiemu podróżnikowi, geologowi i geografowi, badaczowi Australii  Pawłowi Edmundowi Strzeleckiemu. W 1967 roku utworzono tu Park Narodowy Strzeleckiego, który funkcjonuje pod tą nazwą od 1972.